# Skanska
Skanska AB — шведська багатонаціональна будівельна компанія, що котирується на Стокгольмській фондовій біржі. 
Головний офіс компанії знаходиться у Сульні. 
Компанія працює в Скандинавії, Великій Британії, Польщі, Чехії, США та Латинській Америці.
На початок 2020-х у Skanska AB працює близько 30 000 осіб по всьому світу.

## Історія компанії
Компанія була заснована Рудольфом Фредріком Бергом у 1887 році як «Skånska cementgjuteriet» і починала з виробництва будівельних матеріалів, проте швидко перетворилася на будівельну компанію, і за десять років компанія здобула свій перший міжнародний будівельний контракт. 
Група відіграла значну роль у будівництві інфраструктури Швеції: дороги, електростанції, офісні будівлі та будинки.
Зростання у Швеції супроводжувалося міжнародною експансією. У середині 1950-х років компанія вирішила зробити великий крок на міжнародні ринки. У наступні десятиліття вона здобула проекти у Південній Америці, Африці та Азії, а в 1971 році вийшла на ринок Сполучених Штатів, де є однією з найбільших у будівельному секторі. В 1984 році офіційною назвою групи стала назва «Skanska».
В 1997 році «Skanska» придбала шведську компанію «Göinge Mekaniska», великого виробника сталевих конструкцій.

## Великі проекти

### Європа
Основні проекти:
- Ересуннський міст, що є частиною автомобільного та залізничного сполучення між Швецією та Данією, завершено в 2000[4][5]
- Лікарня королеви Єлизавети[en] в Лондоні, завершено у 2001[6]
- Крило Golden Jubilee у Лікарня Королівського коледжу[en], завершена у 2002[7]
- Сент-Мері Екс 30 у Лондоні, завершена у 2004[8][9]
- Головна будівля Міністерства оборони[en] завершив ремонт у 2004[10]
- Університетська лікарня Ковентрі[en], завершено у 2006,[11]
- Шпиталь Матері Божої, Мальта, завершено у 2007[12]
- Шпиталь Роял-Дербі[en], завершено у 2010[13]
- Шпиталь Велсолл-менор[en] завершено у 2010[14]
- Heron Tower[en], завершено у 2011[15]
- Шпиталь Кінгз-мілл[en] в Ешфілді , завершено у 2011[16]
- Brent Civic Center, завершено у 2013[17]
- нові приміщення для Королівської лондонської лікарні[en], завершено у 2015[18]
- реконструкція шпиталю Святого Варфоломія[en], завершено у 2016[18]
- High Speed 2, яке має бути завершено у 2031[19]

### США
- стадіон Мет-Лайф Стедіум, завершено у 2010[20]
- У 2010 році Сканська здобула контракт на 115 мільйонів доларів Департаменту транспорту штату Вашингтон[en] з будівництва нової траси «State Route 99» у центрі Сіетла, штат Вашингтон, в рамках проекту заміни Alaskan Way Viaduct[en].[21]
- Qualtrics Tower[en] в центрі Сіетла[22]
- реконструкція штаб-квартири Організації Об'єднаних Націй, завершено у 2014 році,[23]
- реставрація Всесвітнього торгового центру, включаючи видалення сміття,
- реконструкція Port Authority Trans-Hudson
- тунелі нью-йоркського метро
- спорудження транспортного вузла Всесвітнього торгового центру[en], завершено у 2015 році[24][25][26][27] (включаючи вхід на станцію "Oculus", спроектований Сантьяго Калатрава)[28][29]
- проект тунелю Лінія Другої авеню, Ай-ен-ді, завершено у 2016[30]
- Moynihan Train Hall[en] завершено у 2020[31]